# Linia tramwajowa nr T6 w Île-de-France
Linia tramwajowa T6 – nowoczesna linia tramwajowa zlokalizowana na zachodnich przedmieściach Paryża.
Linia została otwarta w całości w 2016, a częściowo (odcinek naziemny) w 2014. Linia łączy Viroflay z Châtillon w departamencie Hauts-de-Seine. Tramwaj pokonuje 14 km w 40 minut obsługując 21 przystanków, w tym 2 podziemne. Koszt realizacji linii szacuje się na 384 miliony euro, natomiast koszt zakupu taboru na 134 miliony euro. Finansowanie budowy zapewniają: region Île-de-France(50%), rada generalna departamentu Hauts-de-Seine (20%), państwo francuskie (16%), rada generalna departamentu Yvelines (13%) oraz RATP (1%).